# Mobile Suit Gundam 00
Mobile Suit Gundam 00 (機動戦士ガンダム00?, Kidō senshi Gandamu Daburu-ō) è una serie televisiva anime prodotta dalla Sunrise che fa parte della metasaga di Gundam. La prima stagione della serie si è conclusa sulle emittenti televisive giapponesi MBS e TBS. La serie, iniziata il 6 ottobre 2007, ha visto concludere la prima stagione il 29 marzo successivo; la seconda stagione è iniziata nell'ottobre 2008 per concludersi il 29 marzo 2009.
È diretto da Seiji Mizushima e scritto da Yōsuke Kuroda, il character design è curato da Yun Kōga. La serie è stata annunciata per la prima volta da Sunrise con un trailer di 15 secondi il 2 giugno 2007.
Mobile Suit Gundam 00 è la prima serie della saga Gundam ad essere realizzata in alta definizione ed è anche la prima ambientata nella linea temporale dell'Anno Domini.

## Personaggi e mobile suit
Setsuna F. Seiei
- Altezza: 162 cm;
- Età: 16 anni;
- Peso: 49 kg;
- Vero nome: Soran Ibrahim

È nato nella repubblica del Krugis dove ha combattuto da quando era bambino ed è stato salvato dall'intervento di un misterioso Mobile Suit, lo 0 Gundam, pilotato dall'allora celestial being Ribbons Almark. Setsuna durante la sua infanzia ha fatto parte dell'organizzazione terroristica medio orientale denominata KPSA, avente come capo Ali Al-Saachez, un mercenario senza alcuno scrupolo, dalle capacità combattive davvero straordinarie.
Dopo questa esperienza è entrato a far parte dell'organizzazione segreta chiamata Celestial Being, dove gli è stato dato il nome in codice Setsuna F. Seiei. È un ragazzo tranquillo e riservato che mantiene le proprie emozioni per sé anche se compie azioni a volte imprevedibili e impulsive. Il suo Gundam è il GN-001 Exia, conosciuto anche come Seven Swords gundam, infatti l'armamento prevede una spada metallica equipaggiata sul braccio destro, due spade lunghe attaccate alla vita, ed infine altre quattro beam saber (spade a lama energetica) nascoste nella cintura. È interpretato da Mamoru Miyano.
GN-001 Exia Gundam
- Altezza: 18,3 metri;
- Peso: 57,2 tonnellate
- Colore: Grigio/Blu
- Armi: GN spade a raggi di varia lunghezza (7), Cannone Vulcan, Fucile GN a raggi, Scudo GN

Come tutti i Gundam dei Celestial Being, l'Exia è dotato di un GN drive, un reattore solare che gli fornisce energia quasi illimitata. Le particelle GN generate dalla fornace solare conferiscono ai Gundam notevole mobilità e la capacità di interferire nei sistemi di telecomunicazione e localizzazione quali i radar, oltre che la capacità di concentrarle fino a generare un vero e proprio scudo di particelle. L'Exia è progettato principalmente per il combattimento ravvicinato e può essere fornito di sette differenti spade per generi diversi di missioni e avversari. Il suo arsenale a lungo raggio è limitato al fucile della GN Sword e di due Gn Vulcans installati nei rispettivi avambracci. L'exia, come la maggior parte dei gundam vanta una versatilità fuori dal comune, infatti è in grado di volare grazie alle particelle GN, combattere sott'acqua ed anche nello spazio, ma il suo vero asso nella manica è il "Trans Am System", ovvero il potenziale massimo del GN Drive, questo sistema permette alla fornace solare di rilasciare tutte le particelle contenute al suo interno, andando così a migliorare le capacità del gundam, come velocità, capacità di fuoco, forza fisica ed altri aspetti, tuttavia questa risorsa può essere sfruttata solamente per un breve periodo, inoltre il gundam soggetto a questa modalità, assume un colore rossastro. Terminata la modalità Trans Am, il gundam si ritrova a corto di particelle GN, per questo motivo le sue prestazioni ne risultano notevolmente ridotte fino a quando la quantità di particelle non raggiungerà una quota sufficiente a garantire la normale efficienza del mobile suit. Per far fronte a questo problema, i tecnici dei celestial being hanno installato dei GN condenser, ovvero dei contenitori di particelle GN, che rilasciano il loro contenuto al termine del Trans Am, impedendo così il calo delle prestazioni durante il combattimento.
L'exia verrà gravemente danneggiato al termine della prima serie durante lo scontro con il GN Flag pilotato da Graham Aker e si vedrà nel primo ed ultimo episodio della seconda serie.
Il nome del Gundam deriva dalla parola greca "exosia", traducibile come "potere di scelta", "forza in dotazione" o "autorità".
Lockon Stratos
- Età: 24 anni;
- Altezza: 185 cm;
- Peso: 67 kg;
- Capelli: Castani;
- Occhi: Azzurri;
- Vero nome: Neil Dylandy

È il cecchino del gruppo e leader designato in quanto membro più anziano. Ha deciso di unirsi ai Celestial Being dopo aver perso la sua famiglia in un attentato terroristico nella sua terra d'origine, l'Irlanda. Con il suo buon umore e la sua personalità, spesso gioca a fare il fratello maggiore dei suoi giovani camerati in particolar modo con il freddo e distaccato Setsuna. È supportato da un Haro (robot di supporto) che provvede alla manovra del suo Mobile Suit mentre Lockon si dedica all'uso del fucile di precisione. Nella seconda stagione dell'anime si scopre che ha un fratello gemello, Lyle Dylandy. È interpretato da Shinichiro Miki.
GN-002 Dynames Gundam
- Altezza: 18,2 metri;
- Peso: 59.2 tonnellate;
- Colore: Grigio/Verde;
- Armi: GN Sniper Rifle; lancia-missili GN; pistole a raggi GN; spade a raggi GN.

Gundam progettato per il combattimento a lunga distanza, sebbene possieda un arsenale adatto anche alle lotte ravvicinate. Grazie al suo GN Sniper Rifle (un fucile di precisione a raggi GN), riesce a colpire dei bersagli nello spazio stando a terra. Durante la fase di puntamento dell'arma, il pilota può utilizzare uno speciale controller all'interno della cabina per inquadrare meglio l'obiettivo. In questa fase, sulla testa del Gundam si apre un "occhio" di vetro (una sorta di periscopio) che aiuta ulteriormente a prendere la mira sul bersaglio.
Il Dynames possiede inoltre due GN Shield posti sulle spalle, successivamente integrati da un GN Full Shield, una sorta di corazza che copre quasi totalmente il corpo del Gundam, consentendogli di mirare senza che durante la fase di puntamento un attacco nemico arrechi danni al Mobile Suit. All'interno delle gambe sono inoltre presenti delle pistole a raggi GN, utili da sfoderare come arma a sorpresa nei combattimenti ravvicinati.
Il nome "Dynames" deriva dalla parola greca "dunamis", traducibile in italiano come "forza" o "vigore".
Allelujah/Hallelujah Haptims
- Altezza 1,92 cm;
- Età: 19 anni;
- Peso:65 kg;
- Capelli:Verde scuro;
- Occhi: Uno grigio e uno giallo oro;
- Segni particolari: Doppia personalità;

Allelujah è il risultato di un esperimento riuscito male del Centro ricerche sui Supersoldati (in seguito distrutto da Allelujah stesso) dell'Alleanza per il Progresso dell'Umanità, denominato Soggetto sperimentale E-57. A causa di questo, ha sviluppato fin dall'infanzia una seconda personalità, chiamata Hallelujah, che, a differenza di Allelujah, è incredibilmente sadica e crudele. Normalmente questo suo alter ego rimane nascosto, ma la vicinanza del sottotenente Soma Peiris, anch'essa un Supersoldato, gli fa avere il sopravvento su Allelujah, trasformandosi in un pazzo assetato di sangue.
Alla fine della prima stagione, dopo la battaglia finale, Allelujah scopre che il sottotenente Soma Peiris altri non è che una sua amica d'infanzia, Marie Parfacy, alla quale è stata cancellata la memoria durante gli esperimenti per la trasformazione in Supersoldato. Questa rivelazione, insieme al fatto di essere stato ferito alla parte destra del volto (quella controllata da Hallelujah), scatena la scomparsa della sua doppia personalità, anche se, nella seconda stagione, Hallelujah fa qualche apparizione sporadica, segno che una minima parte di lui sopravvive ancora nella mente di Allelujah. È interpretato da Hiroyuki Yoshino.
GN-003 Kyrios Gundam
- Altezza: 18,9 metri;
- Peso: 54,8 tonnellate;
- Colore: Grigio/Arancione/Giallo
- Armi: Pistole a raggi GN (2), scudo energetico GN, Spade a raggi GN

È l'unico Gundam dei Celestial Being in grado di trasformarsi, infatti all'occorrenza può assumere la forma di un aereo. Equipaggiato con vari tipi di armi per eseguire al meglio ogni tipo di missione, nella modalità Mobile Armor può scagliare attacchi molto veloci, e può anche essere agganciato ad un container lanciamissili. Talvolta può essere utilizzato per trainare gli altri Gundam fuori dalla zona di guerra. Il nome "Kyrios" è una parola greca che significa "Signore", anticamente inteso come "re" o "imperatore".
Tieria Erde
- Altezza: 177 cm;
- Peso: 61 kg;
- Età: sconosciuta;
- Capelli: viola;
- Occhi: rossi;

Ragazzo dai tratti vagamente femminili, il cui passato è avvolto nel buio più totale. Ha un carattere piuttosto freddo e trova intollerabile che vengano commessi degli errori nelle missioni, e per questo non esita a rimproverare aspramente l'irresponsabile di turno, spesso Setsuna, per via del suo carattere difficilmente controllabile. È l'unico Gundam Meister in grado di interfacciarsi con Veda, l'intelligenza artificiale creata da Aeolia Schenberg, che funge da banca dati e a cui sono collegati anche tutti i Gundam dei Celestial Being. Dopo la loro disfatta, alla fine della prima stagione, Tieria è l'unico che, durante i successivi quattro anni, cerca di rimettere in piedi i Celestial Being, creando, insieme a Ian Vashti, il progettista del gruppo, quattro Gundam di nuova generazione da assegnare ai rispettivi Gundam Meister, una volta rientrati alla base. È interpretato da Hiroshi Kamiya.
GN-004 Nadleeh Gundam
GN-005 Virtue Gundam

## Episodi
| Nº                            | Giapponese 「Kanji」 - Rōmaji                         | In onda          | In onda |
| Nº                            | Giapponese 「Kanji」 - Rōmaji                         | Giapponese       |         |
| Prima stagione (25 episodi)   |                                                       |                  |         |
| 1                             | 「ソレスタルビーイング」 - Soresutaru Bīingu          | 6 ottobre 2007   |         |
| 2                             | 「ガンダムマイスター」 - Gandamu Maisutā              | 13 ottobre 2007  |         |
| 3                             | 「変わる世界」 - Kawaru Sekai                         | 20 ottobre 2007  |         |
| 4                             | 「対外折衝(せっしょう)」 - Taigai Sesshō              | 27 ottobre 2007  |         |
| 5                             | 「限界離脱領域」 - Genkai Ridatsu Ryōiki              | 3 novembre 2007  |         |
| 6                             | 「セブンソード」 - Sebun sōdo                         | 10 novembre 2007 |         |
| 7                             | 「報われぬ魂」 - Mukuwareru Tamashii                  | 17 novembre 2007 |         |
| 8                             | 「無差別報復」 - Musabetsu Hōfuku                     | 24 novembre 2007 |         |
| 9                             | 「大国の威信」 - Taikoku no Ishin                     | 1º dicembre 2007 |         |
| 10                            | 「ガンダム鹵獲(ろかく)作戦」 - Gandamu Rokaku Sakusen | 8 dicembre 2007  |         |
| 11                            | 「アレルヤ」 - Areruya                                | 15 dicembre 2007 |         |
| 12                            | 「教義の果てに」 - Kyōgi no Hate ni                   | 22 dicembre 2007 |         |
| 13                            | 「聖者の帰還」 - Seija no Kikan                       | 5 gennaio 2008   |         |
| 14                            | 「決意の朝」 - Ketsui no Asa                          | 12 gennaio 2008  |         |
| 15                            | 「折れた翼」 - Oreta Tsubasa                          | 19 gennaio 2008  |         |
| 16                            | 「トリニティ」 - Toriniti                             | 26 gennaio 2008  |         |
| 17                            | 「スローネ強襲」 - Suroone Kyōshū                     | 2 febbraio 2008  |         |
| 18                            | 「悪意の矛先」 - Akui no Hokosaki                     | 9 febbraio 2008  |         |
| 19                            | 「絆」 - Kizuna                                       | 16 febbraio 2008 |         |
| 20                            | 「変革の刃」 - Henkaku no Yaiba                       | 23 febbraio 2008 |         |
| 21                            | 「滅びの道」 - Horobi no Michi                        | 1º marzo 2008    |         |
| 22                            | 「トランザム」 - Toranzamu                            | 8 marzo 2008     |         |
| 23                            | 「世界を止めて」 - Sekai wo Tomete                    | 15 marzo 2008    |         |
| 24                            | 「終わりなき詩」 - Owari naki Uta                     | 22 marzo 2008    |         |
| 25                            | 「刹那」 - Setsuna                                    | 29 marzo 2008    |         |
| Seconda stagione (25 episodi) |                                                       |                  |         |
| 1                             | 「天使再臨」 - Tenshi Sairin                          | 5 ottobre 2008   |         |
| 2                             | 「ツインドライヴ」 - Tsuin Doraivu                    | 12 ottobre 2008  |         |
| 3                             | 「アレルヤ救出作戦」 - Areruya Kyūshutsu Sakusen      | 19 ottobre 2008  |         |
| 4                             | 「戦う理由」 - Tatakau Wake                           | 26 ottobre 2008  |         |
| 5                             | 「故国燃ゆ」 - Kokoku Moyu                            | 2 novembre 2008  |         |
| 6                             | 「傷痕」 - Kizuato                                    | 9 novembre 2008  |         |
| 7                             | 「再会と別離と」 - Saikai to Betsuri to               | 16 novembre 2008 |         |
| 8                             | 「無垢なる歪み」 - Mukuraru Yugami                    | 23 novembre 2008 |         |
| 9                             | 「拭えぬ過去」 - Nuguenu Kako                         | 30 novembre 2008 |         |
| 10                            | 「天の光」 - Ten no Hikari                            | 7 dicembre 2008  |         |
| 11                            | 「ダブルオーの声」 - Daburuoo no Koe                  | 14 dicembre 2008 |         |
| 12                            | 「宇宙で待ってる」 - Uchū de Matteru                  | 21 dicembre 2008 |         |
| 13                            | 「メメントモリ攻略戦」 - Memento Mori Kōryakusen      | 28 dicembre 2008 |         |
| 14                            | 「歌が聞こえる」 - Uta ga Kikoeru                     | 11 gennaio 2008  |         |
| 15                            | 「反抗の凱歌」 - Hankō no Gaika                       | 18 gennaio 2008  |         |
| 16                            | 「悲劇への序章」 - Higeki e no Joshō                  | 25 gennaio 2008  |         |
| 17                            | 「散りゆく光の中で」 - Chiriyuku Hikari no Naka de    | 1º febbraio 2008 |         |
| 18                            | 「交錯する想い」 - Kōsakusuru Omoi                    | 8 febbraio 2009  |         |
| 19                            | 「イノベイターの影」 - Inobeitaa no Kage              | 15 febbraio 2009 |         |
| 20                            | 「アニュー・リターン」 - Anyū Ritān                   | 22 febbraio 2009 |         |
| 21                            | 「革新の扉」 - Kakushin no Tobira                     | 1º marzo 2009    |         |
| 22                            | 「未来のために」 - Mirai no Tameni                    | 8 marzo 2009     |         |
| 23                            | 「命の華」 - Inochi no Hana                           | 15 marzo 2009    |         |
| 24                            | 「BEYOND」 - Biyondo                                  | 22 marzo 2009    |         |
| 25                            | 「再生」 - Saisei                                     | 29 marzo 2009    |         |

## Colonna sonora
Sigle di apertura
1. "Daybreak's Bell" dei L'Arc~en~Ciel (episodi 1-13)[4]
2. "Ash Like Snow" di the brilliant green (episodi 14-25)
3. "Hakanaku mo Towa no Kanashi" di UVERworld (episodi 26-39)
4. "Namida no Mukou" di Stereopony (episodi 40-50)

Sigle di chiusura
1. "Wana" (罠?) di The Back Horn (episodi 1-13)[5]
2. "Friends" di Stephanie (episodi 14-25)
3. "Prototype" di Chiaki Ishikawa (episodi 27-38)
4. "Trust You" di Yuna Ito (episodi 39-50)

Musiche all'interno dell'anime
1. "Wana" (罠?) di The Back Horn (episodi 3, 4, 8, 12 e 13)
2. "Friends" di Stephanie (episodi 15-18, 20)
3. "LOVE TODAY" di Taja (episodio 19, 24)
4. "Unlimited Sky" di Tommy Heavenly6

## Accoglienza
In un sondaggio condotto nel 2018 dal sito web Goo Ranking, gli utenti giapponesi hanno votato i loro anime preferiti usciti nel 2008 e la seconda stagione di Mobile Suit Gundam 00 è arrivata al settimo posto con 209 voti.